# Battaglia di Giaffa
La battaglia di Giaffa fu combattuta tra il 12 e il 14 settembre del 1192 durante la terza crociata tra l'esercito crociato comandato da Riccardo I d'Inghilterra e l'esercito ayyubide al comando del sultano Saladino.

## Storia
I crociati partirono da Acri, percorrendo più di 300 chilometri prima di trovare lo scontro, forti di 8 000/9 000 fanti leggeri, 2 350 cavalieri pesanti (reduci dall'assedio di Acri), 100 arcieri e 70 tra baroni, nobili e marchesi. L'esercito ayyubide era composto da 10 000 fanti leggeri, 3 000 cavalieri, e 80 tra generali, sceicchi, e altri nobili egiziani.
La battaglia venne combattuta tra alcuni villaggi vicino alla città di Giaffa. Benché provati dal freddo, dalla neve, dalle precedenti imboscate egiziane e dalle perdite subite in combattimento, i crociati riuscirono ugualmente a liberare il passaggio per Giaffa, debolmente difesa e occupata, nonostante Saladino avesse messo in atto la tattica della terra bruciata. In città i crociati trovarono una grande quantità di preziose vettovaglie.
Re Riccardo, dovendo lasciare la città per sovrintendere alle operazioni di imbarco di altri soldati diretti a Giaffa, lasciò in città una guarnigione di circa 300/360 tra Ospitalieri e Templari. Saladino, resosi conto dell'opportunità di riprendere Giaffa, marciò con un esercito di 10 000 uomini alla volta della città, avendo facilmente la meglio sugli assediati. Dallo scontro sopravvissero solo 23 ospitalieri, poi giustiziati. Riccardo tornò con un esercito di 9 500 soldati e riprese la città, e fu proprio in questa occasione, per la prima volta, che Riccardo e Saladino si incontrarono a circa 400 m di distanza, sul campo di battaglia.